# Coupe d'Asie des clubs champions 1985-1986
Navigation
Édition précédente Édition suivante
La Coupe d'Asie des clubs champions 1985-1986 est la cinquième édition de la Coupe d'Asie des clubs champions. Après quinze années d'interruption, le tournoi est remis sur pied par l'AFC. Marqué par de nombreux désistements ou forfaits, il voit néanmoins les champions de 25 nations membres de l'AFC s'affronter.
Cette édition voit le sacre du club sud-coréen de Daewoo Royals, qui bat en finale les Saoudiens d'Al-Ahli, lors de la finale disputée à Djeddah en Arabie saoudite. C'est le premier succès en Coupe d'Asie pour le club.

## Tours préliminaires
Les résultats des groupes éliminatoires sont incomplets à ce jour.

### Groupe 1
Les clubs d'Al Shourta (Nord-Yémen) et d'Al-Ahli (Sud-Yémen), ainsi que le champion du Liban déclarent forfait avant le début des rencontres.
|  | Demi-finales    | Demi-finales | Demi-finales       | Demi-finales |  |  | Finale | Finale | Finale | Finale |
|  |                 |              |                    |              |  |  |        |        |        |        |
|  |                 |              |                    |              |  |  |        |        |        |        |
|  | Al Ittihad Alep |              |                    |              |  |  |        |        |        |        |
|  |                 |              |                    |              |  |  |        |        |        |        |
|  | exempt          |              |                    |              |  |  |        |        |        |        |
|  | Al Ittihad Alep |              |                    |              |  |  |        |        |        |        |
|  |                 |              |                    |              |  |  |        |        |        |        |
|  |                 |              | Al Rasheed forfait |              |  |  |        |        |        |        |
|  | Al Rasheed      | Al Rasheed   | 4                  | 4            |  |  |        |        |        |        |
|  | Al Rasheed      | Al Rasheed   | 4                  | 4            |  |  |        |        |        |        |
|  | Amman SC        | Amman SC     | 0                  | 0            |  |  |        |        |        |        |
|  | Amman SC        | Amman SC     | 0                  | 0            |  |  |        |        |        |        |

### Groupe 2
- Matchs disputés à Dubaï aux Émirats arabes unis, dans le cadre de la Coupe des clubs champions du golfe Persique 1985. Les résultats détaillés ne sont pas connus.

| Rang | Équipe           | Pts | J | G | N | P | Bp | Bc | Diff |
| ---- | ---------------- | --- | - | - | - | - | -- | -- | ---- |
| 1    | Al-Ahli          |     |   |   |   |   |    |    |      |
| 2    | Al-Arabi SC      |     |   |   |   |   |    |    |      |
|      | Al Wasl Dubaï    |     |   |   |   |   |    |    |      |
|      | Al-Rayyan SC     |     |   |   |   |   |    |    |      |
|      | Fanja Club       |     |   |   |   |   |    |    |      |
|      | Al Muharraq Club |     |   |   |   |   |    |    |      |

### Groupe 3
- Matchs disputés au Sri Lanka. Les champions d'Iran et d'Afghanistan déclarent forfait avant le début des rencontres.

| Rang | Équipe           | Pts | J | G | N | P | Bp | Bc | Diff |  | Résultats (▼ dom., ► ext.) |  |     |     |     | Drapeau du Népal |     |
| ---- | ---------------- | --- | - | - | - | - | -- | -- | ---- |  | -------------------------- |  | --- | --- | --- | ---------------- | --- |
| 1    | East Bengal Club | 10  | 5 | 5 | 0 | 0 | 20 | 0  | +20  |  | East Bengal Club           |  | 1-0 | 1-0 | 2-0 | 7-0              | 9-0 |
| 2    | Abahani KC       | 8   | 5 | 4 | 0 | 1 | 17 | 4  | +13  |  | Abahani KC                 |  |     | 4-1 | 3-0 | 2-1              | 8-1 |
| 3    | Saunders SC      | 5   | 5 | 2 | 1 | 2 | 12 | 8  | +4   |  | Saunders SC                |  |     |     | 2-2 | 2-1              | 7-0 |
| 4    | PIA FC           | 4   | 5 | 1 | 2 | 2 | 8  | 8  | 0    |  | PIA FC                     |  |     |     |     | 0-0              | 6-1 |
| 5    | New Road Team    | 3   | 5 | 1 | 1 | 3 | 8  | 11 | -3   |  | New Road Team              |  |     |     |     |                  | 6-0 |
| 6    | Club Valencia    | 0   | 5 | 0 | 0 | 5 | 2  | 36 | -34  |  | Club Valencia              |  |     |     |     |                  |     |

### Groupe 4
- Matchs disputés en Indonésie, dans le cadre de la première Coupe des champions de l'ASEAN. Les champions de Birmanie et des Philippines déclarent forfait avant le début des rencontres.

| Rang | Équipe                      | Pts | J | G | N | P | Bp | Bc | Diff |  | Résultats (▼ dom., ► ext.)  |  |     |     |     |     |
| ---- | --------------------------- | --- | - | - | - | - | -- | -- | ---- |  | --------------------------- |  | --- | --- | --- | --- |
| 1    | PS Krama Yudha Tiga Berlian | 7   | 4 | 3 | 1 | 0 | 15 | 1  | +14  |  | PS Krama Yudha Tiga Berlian |  | 1-1 | 5-0 | 2-0 | 7-0 |
| 2    | Bangkok Bank FC             | 7   | 4 | 3 | 0 | 1 | 10 | 2  | +8   |  | Bangkok Bank FC             |  |     | 2-0 | 5-1 | 2-0 |
| 3    | Tiong Bahru CSC             | 3   | 4 | 1 | 1 | 2 | 2  | 7  | -5   |  | Tiong Bahru CSC             |  |     |     | 0-0 | 2-0 |
| 4    | Melaka FA                   | 3   | 4 | 1 | 1 | 2 | 2  | 7  | -5   |  | Melaka FA                   |  |     |     |     | 1-0 |
| 5    | ADP FC                      | 0   | 4 | 0 | 0 | 4 | 0  | 12 | -12  |  | ADP FC                      |  |     |     |     |     |

- Match de barrage :

| Équipe 1                    | Résultat | Équipe 2        |
| --------------------------- | -------- | --------------- |
| PS Krama Yudha Tiga Berlian | 0 - 1    | Bangkok Bank FC |

### Groupe 5
| Rang | Équipe      | Pts | J | G | N | P | Bp | Bc | Diff |  | Résultats (▼ dom., ► ext.) |     |     |     |
| ---- | ----------- | --- | - | - | - | - | -- | -- | ---- |  | -------------------------- | --- | --- | --- |
| 1    | Seiko SA    | 6   | 4 | 3 | 0 | 1 | 6  | 6  | 0    |  | Seiko SA                   |     | 2-1 | 2-1 |
| 2    | April 25 SC | 5   | 4 | 2 | 1 | 1 | 8  | 4  | +4   |  | April 25 SC                | 4-1 |     | 3-1 |
| 3    | Liaoning FC | 1   | 4 | 0 | 1 | 3 | 2  | 6  | -4   |  | Liaoning FC                | 0-1 | 0-0 |     |

### Groupe 6
- Les matchs sont disputés à Séoul, en Corée du Sud. Le champion japonais, Yomiuri FC déclare forfait avant le début des rencontres.

| Rang | Équipe             | Pts | J | G | N | P | Bp | Bc | Diff |  | Résultats (▼ dom., ► ext.) |     |     |
| ---- | ------------------ | --- | - | - | - | - | -- | -- | ---- |  | -------------------------- | --- | --- |
| 1    | Daewoo Royals      | 4   | 2 | 2 | 0 | 0 | 14 | 1  | +13  |  | Daewoo Royals              |     | 9-0 |
| 2    | Wa Seng FC         | 0   | 2 | 0 | 0 | 2 | 1  | 14 | -13  |  | Wa Seng FC                 | 1-5 |     |
| 3    | Yomiuri FC forfait |     |   |   |   |   |    |    |      |  |                            |     |     |

## Seconde phase
L'ensemble des rencontres est disputée à Djeddah en Arabie saoudite. Les six équipes qualifiées sont réparties en 2 poules de trois. Les deux premiers de chaque groupe se qualifient pour la poule finale.

Le club hong-kongais de Seiko SA, normalement qualifié, déclare forfait et permet au champion indonésien, le PS Krama Yudha Tiga Berlian, perdant malheureux du barrage dans le groupe 4, d'être repêché.

### Groupe A
| Rang | Équipe                      | Pts | J | G | N | P | Bp | Bc | Diff |  | Résultats (▼ dom., ► ext.)  |  |     |     |
| ---- | --------------------------- | --- | - | - | - | - | -- | -- | ---- |  | --------------------------- |  | --- | --- |
| 1    | Al-Ahli                     | 4   | 2 | 2 | 0 | 0 | 3  | 1  | +2   |  | Al-Ahli                     |  | 1-0 | 2-1 |
| 2    | PS Krama Yudha Tiga Berlian | 2   | 2 | 1 | 0 | 1 | 3  | 2  | +1   |  | PS Krama Yudha Tiga Berlian |  |     | 2-0 |
| 3    | East Bengal Club            | 0   | 2 | 0 | 0 | 2 | 1  | 4  | -3   |  | East Bengal Club            |  |     |     |

### Groupe B
| Rang | Équipe          | Pts | J | G | N | P | Bp | Bc | Diff |  | Résultats (▼ dom., ► ext.) |  |     |     |
| ---- | --------------- | --- | - | - | - | - | -- | -- | ---- |  | -------------------------- |  | --- | --- |
| 1    | Daewoo Royals   | 4   | 2 | 2 | 0 | 0 | 4  | 1  | +3   |  | Daewoo Royals              |  | 1-0 | 3-1 |
| 2    | Al Ittihad Alep | 2   | 2 | 1 | 0 | 1 | 3  | 1  | +2   |  | Al Ittihad Alep            |  |     | 3-0 |
| 3    | Bangkok Bank FC | 0   | 2 | 0 | 0 | 2 | 1  | 6  | -5   |  | Bangkok Bank FC            |  |     |     |

### Phase finale

#### Demi-finales
| 26 janvier 1986 | Daewoo Royals | 3 - 0 | PS Krama Yudha Tiga Berlian | Stade du Prince Abdullah Al-Faisal, Djeddah |  |
|                 |               |       |                             |                                             |  |

| 26 janvier 1986 | Al-Ahli | 1 - 0 | Al Ittihad Alep | Stade du Prince Abdullah Al-Faisal, Djeddah |  |
|                 |         |       |                 |                                             |  |

#### Finale
| 29 janvier 1986 | Al-Ahli         | 1 - 3 a.p. | Daewoo Royals                                              | Stade du Prince Abdullah Al-Faisal, Djeddah |  |
|                 | Talal Subhi 16e |            | 75e Byun Byung-joo · 98e Park Yang-ha · 100e Kang Shin-woo |                                             |  |